# Laurence Boone
Laurence Boone (Boulogne-Billancourt, 15 maggio 1969) è un'economista francese, specializzata in macroeconomia, politica europea e finanza pubblica. Capo economista dell'OCSE dal luglio 2018 al maggio 2023 e vicesegretario generale dal gennaio 2022, è stata dal luglio 2014 al marzo 2016 consigliere economico del Presidente della Repubblica francese François Hollande.
Dal 4 luglio 2022 all'11 gennaio 2024 è stata segretario di Stato per l'Europa nel governo Borne.

## Biografia
Boone è nata nel 1969 in una famiglia con lontane origini irlandesi. Suo padre era un ingegnere. Ha frequentato le istituzioni scolastiche di Notre-Dame-de-Sion, La Bruyère-Sainte-Cécile e École du Sacré-Cœur.
Ha poi conseguito una laurea in analisi quantitativa all'Università di Paris-Nanterre, un dottorato di ricerca in economia presso la London Business School) e un master in econometria all'Università di Reading.

### Nel settore privato
Boone ha iniziato la sua carriera come analista presso Merrill Lynch Asset Management (1995–1996). È stata quindi ricercatrice presso il Centre d'Etudes Prospectives et d'Informations Internationales (CEPII) dal 1996 al 1998, poi economista presso il dipartimento degli affari economici dell'OCSE dal 1998 al 2004. Nel 2004 è entrata a far parte di Barclays Capital France come capo economista.
Nel 2011, Boone è diventata il capo economista europeo presso Bank of America-Merill Lynch. Membro del Cercle des économistes,, Boone è autrice di numerosi libri e pubblicazioni. Ha insegnato a Sciences Po Paris, École polytechnique, École nationale de la statistique et de l'administration économique (ENSAE) e École normale supérieure di Cachan. È stata anche membro della giuria del concorso École nationale d'administration.
Boone è diventata membro del consiglio di amministrazione del gruppo Kering nel 2010.  Dopo il rinnovo del suo mandato per un periodo di tre anni il 6 maggio 2014, ha rassegnato le dimissioni dal consiglio di amministrazione il 12 giugno 2014. Nel 2014, ha iniziato a collaborare con il quotidiano L'Opinion.

### Consulente economica dell'Eliseo
Nel luglio 2014, Boone è stata nominata consulente finanziaria ed economica del Palazzo dell'Eliseo prendendo il posto di Emmanuel Macron. L'Opinion ha poi evidenziato uno dei suoi più recenti articoli in cui criticava "i risultati economici disastrosi" e le "scelte di politica economica quasi inesistenti" del governo. L'annuncio della sua nomina ha anche suscitato commenti duri come quello di Éric Dupin su Slate: "Il mondo della finanza che governa senza mai essere stato eletto", facendo riferimento ad un intervento di Hollande del 22 gennaio 2012 a Le Bourget. Tanto da costringere il ministro delle finanze e dei conti pubblici Michel Sapin a rivolgersi ai critici dicendo: "Le competenze sono tornate".
Il 26 dicembre 2014, durante una riorganizzazione della struttura governativa, la posizione di Boone è stata ribattezzata "consigliere speciale per gli affari economici e finanziari multilaterali ed europei", in pratica sherpa di François Hollande.. Durante la crisi del debito pubblico greco, ha contribuito a convincerlo a mantenere la Grecia nella zona euro.. Boone ha preso parte alla Conferenza Bilderberg 2015.
Nel 2015 partecipa alla riunione del gruppo Bilderberg.

### AXA
Il 14 marzo 2016 Boone si è dimessa per entrare a far parte di AXA come capo economista.

### OCSE
Il 5 giugno 2018, Boone è stata nominata capo economista dell'OCSE in sostituzione di Catherine L. Mann. È entrata in carica il 24 luglio 2018, lavorando sotto la guida del segretario generale José Ángel Gurría.
Nel 2020, durante il periodo del COVID-19, Boone ha dichiarato ribaltando il concetto del pareggio di bilancio che fino ad allora era una regola precisa: "Le azioni dei governi che hanno cercato di proteggere le persone e le imprese dovranno trasformarsi in politiche più mirate per aiutare le economie mondiali a passare a un nuovo modello di capitalismo, che si basi sulla sostenibilità sia ambientale sia sociale. Non è questo il momento di parlare di austerity, di tagli alla spesa e tasse al rialzo. Al contrario il modo migliore per ridurre il debito aggiuntivo ereditato dalla crisi sanitaria sarà la crescita, che deriva solo da una maggiore spesa iniziale e che probabilmente porterà il mondo a vivere con un'inflazione leggermente più elevata. Ma nessuno può sostenere che un'inflazione al 3% è un dramma rispetto al 2%".
Nel giugno 2021, Boone è entrata nel Gruppo consultivo di alto livello (HLAG) della Banca mondiale - Fondo monetario internazionale sulla ripresa e la crescita sostenibili e inclusive, co-presieduto da Mari Pangestu, Ceyla Pazarbasioglu e Nicholas Stern.
Nel gennaio 2022, Boone è stata nominata vice segretario generale dell'OCSE, insieme a Kerri-Ann Jones e Ulrik Knudsen, sotto il segretario generale Mathias Cormann.

### Governo Élisabeth Borne
Il 4 luglio 2022 Laurence Boone è nominata Segretario di Stato per gli Affari Europei nel governo Borne II.

## Altre attività
- Membro del Consiglio europeo per le relazioni estere (ECFR).

## Vita privata
Boone è sposata con il politecnico Xavier Faure e madre di due figli.

## Opere
- Agnès Bénassy-Quéré, Laurence Boone, Virginie Coudert, Les taux d'intérêt, La Découverte, 2003 ISBN 9782707185860
- Laurence Boone, Antoine Goujard, Jean-Pierre Bellier, Le cerveau face au numérique. L'impact des écrans sur les jeunes, Futuribles, 2019